# Neomelanconium deightonii
Neomelanconium deightonii är en svampart som beskrevs av Petr. 1954. Neomelanconium deightonii ingår i släktet Neomelanconium, divisionen sporsäcksvampar och riket svampar.   Inga underarter finns listade i Catalogue of Life.